# Tennant Creek (przystanek kolejowy)
Tennant Creek – przystanek kolejowy, w pobliżu miejscowości Tennant Creek, na obszarze Terytorium Północnego, w Australii. Przez Tennant Creek przejeżdżają pociągi transkontynentalnej linii kolejowej The Ghan, łączącej Adelaide z Darwin.
| Tennant Creek  |  |                                 |
| Linia The Ghan |  |                                 |
| Katherine      |  | Alice Springs odległość: 510 km |